# Trubbfjädermossa
Trubbfjädermossa (Homalia trichomanoides) är en bladmossart som beskrevs av W. P. Schimper in B.S.G. 1850. Trubbfjädermossa ingår i släktet Homalia och familjen Neckeraceae. Arten är reproducerande i Sverige. Inga underarter finns listade i Catalogue of Life.

## Bildgalleri

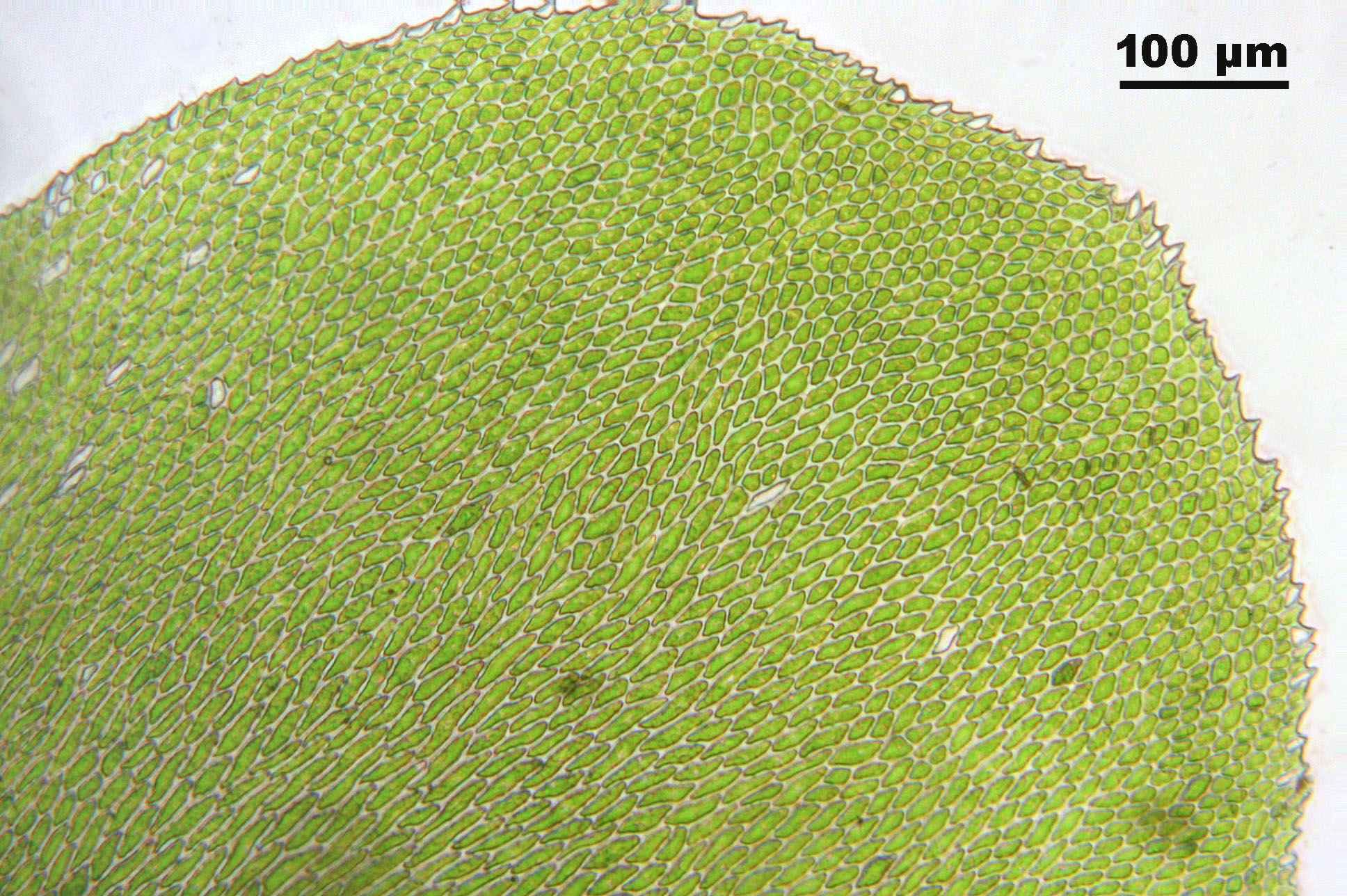
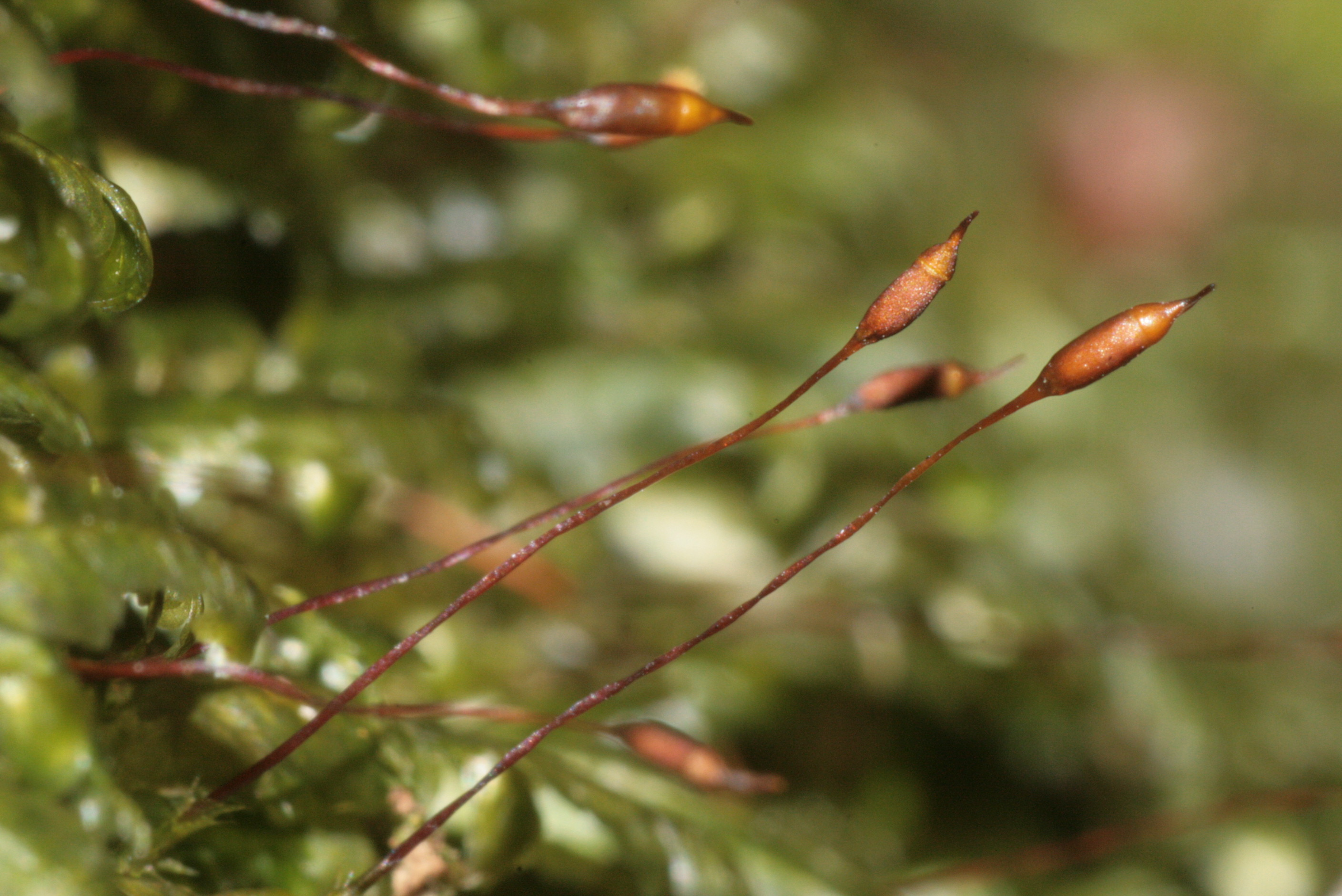
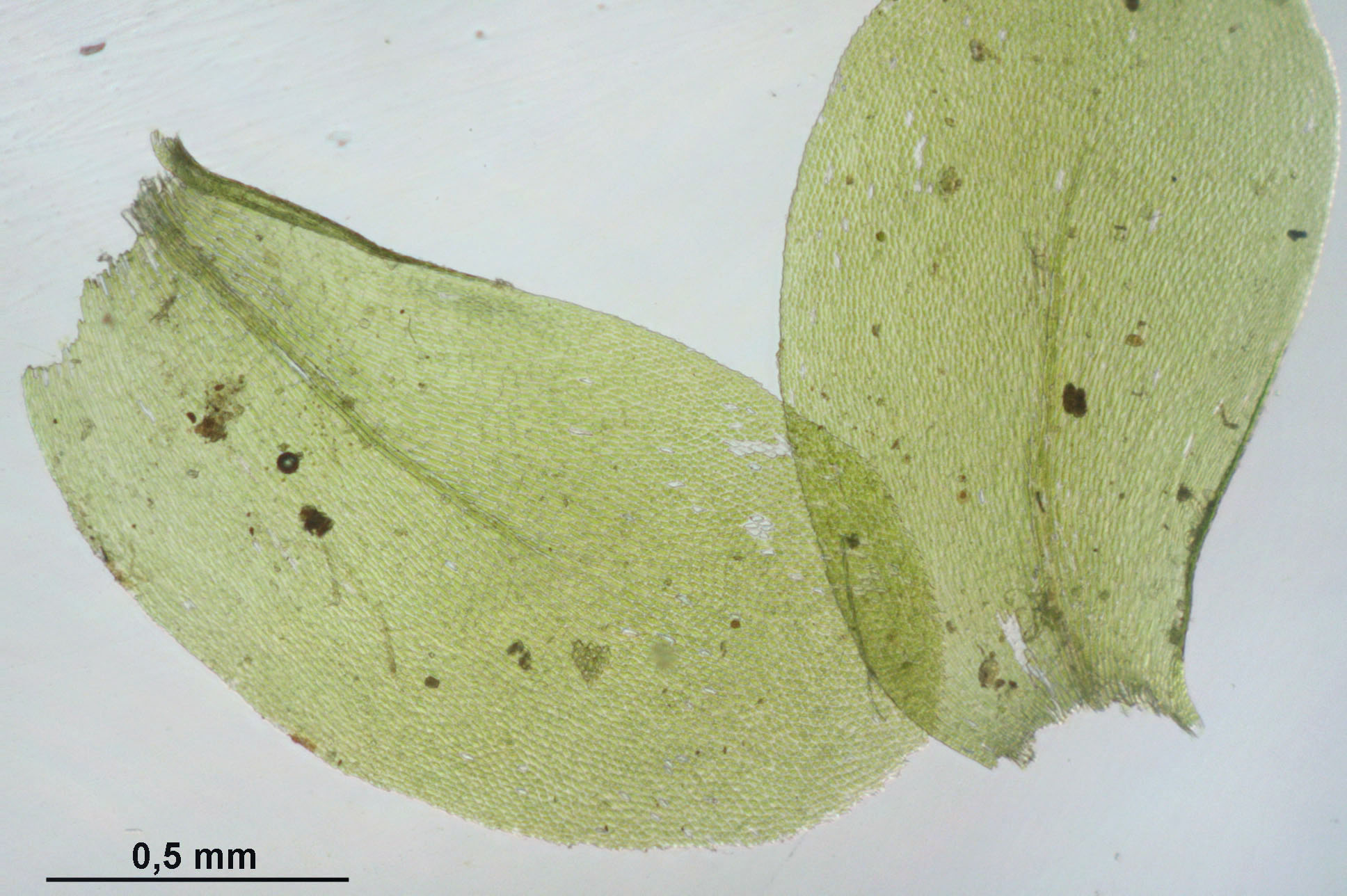
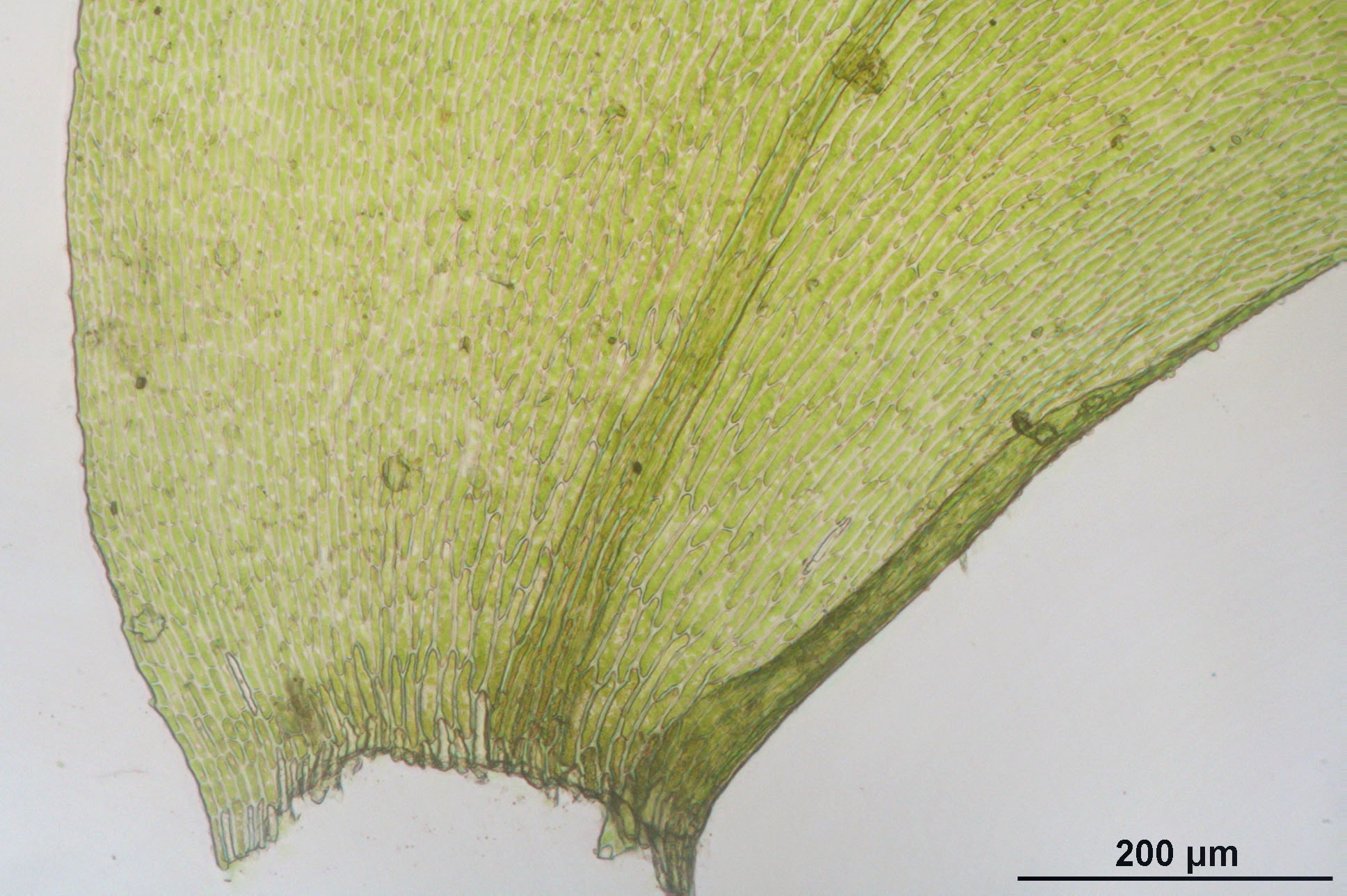